# 平塔岛象龟
平塔岛象龟（学名：Chelonoidis abingdoni）是栖息于厄瓜多尔以西东太平洋科隆群岛平塔岛岛上的一种已经灭绝的象龟。1971年被发现的孤独乔治（西班牙語：el Solitario Jorge）一直是科学界已知的唯一一个平塔岛象龟个体。2012年6月24日，孤独乔治死亡。

## 其他可能的纯种平塔岛象龟

### 伊莎貝拉島
2007年5月，基因组微卫星分析显示可能仍有平塔岛象龟存活在加拉帕戈斯群岛的伊莎貝拉島野外。研究者在加拉帕戈斯群岛的伊莎贝拉岛沃尔夫火山地区发现了一只雄龟，它有一半的基因与乔治所在的亚种相同，并认为这只雄龟是平塔岛象龟与伊莎贝拉岛象龟的后代。因此，在伊莎贝拉岛上的2000只象龟中，可能有一只纯种的平塔岛象龟。

### 布拉格動物園
还有一只被命名为托尼（Tony）的雄龟，目前居住在布拉格動物園中，被发现可能是另一只纯种的平塔岛象龟。托尼大约出生于1960年左右，于1972年被安置到此公园里。知名的陆龟研究权威彼得·普里查德发现托尼的龟壳与乔治以及博物馆中的平塔岛象龟标本十分相似。但其後的基因分析卻指出，托尼其實來自平松島，即亞種Chelonoidis nigra duncanensis的居住地。